# Coupe Kirin 1983
 (août 2024).
Si vous disposez d'ouvrages ou d'articles de référence ou si vous connaissez des sites web de qualité traitant du thème abordé ici, merci de compléter l'article en donnant les références utiles à sa vérifiabilité et en les liant à la section « Notes et références ».
La Kirin Cup 1983 est la sixième édition de la Coupe Kirin. Elle se déroule en mai et juin 1983, au Japon. Le tournoi se déroule avec deux sélections (la Syrie et le Japon) et trois clubs (Newcastle, Botafogo et Yamaha).

## Résultats
- 29- 5-1983 : Japon 0-4 Newcastle
- 29- 5-1983 : Yamaha 2-1 Syrie
- 31- 5-1983 : Yamaha 1-1 Botafogo
- 31- 5-1983 : Newcastle 1-1 Syrie
- 2- 6-1983 : Japon 0-0 Yamaha
- 2- 6-1983 : Syrie 1-0 Botafogo
- 5- 6-1983 : Japon 1-3 Botafogo
- 5- 6-1983 : Newcastle 1-0 Yamaha
- 7- 6-1983 : Japon 1-0 Syrie
- 7- 6-1983 : Newcastle 0-0 Botafogo

## Tableau
| Équipe    | Pts | J | V | N | D | Bp | Bc | Dif |
| --------- | --- | - | - | - | - | -- | -- | --- |
| Newcastle | 6   | 4 | 2 | 2 | 0 | 6  | 1  | +5  |
| Botafogo  | 4   | 4 | 1 | 2 | 1 | 4  | 3  | +1  |
| Yamaha    | 4   | 4 | 1 | 2 | 1 | 3  | 3  | 0   |
| Syrie     | 3   | 4 | 1 | 1 | 2 | 3  | 4  | -1  |
| Japon     | 3   | 4 | 1 | 1 | 2 | 2  | 7  | -5  |

## Vainqueur
| Vainqueur Kirin Cup 1983 Newcastle United 1er titre |